# Las Mercedes
Las Mercedes is een gemeente in de Venezolaanse staat Guárico. De gemeente telt 31.400 inwoners. De hoofdplaats is Las Mercedes.